# 西洋骨董洋菓子店 (電視劇)
《西洋骨董洋菓子店》（日语：アンティーク ～西洋骨董洋菓子店～）是日本富士電視台從2001年10月8日至12月17日，每週一晚間黃金時段21:00—21:54所播放的連續劇。全11集，平均收視率17.7%。
本片是改編自日本漫畫家吉永史的同名漫畫《西洋骨董洋菓子店》，劇中許多拍攝手法都有漫畫一般的感覺，例如用電腦打字的方式大量穿插詼諧幽默的字幕，以趣味的口吻塑造人物性格，並畫龍點睛地帶出劇情發展。此外，本片的主題曲（片尾曲）乃至於所有插曲，配樂全都使用日本知名搖滾樂團Mr.Children的歌曲，也是本劇另一大特徵。

## 劇情簡介
描述一個不能再打拳擊的天才拳擊手神田英司，因緣際會下成為「Antique」蛋糕店學徒，以及該蛋糕店出身富裕的店長兼老闆橘圭一郎、有女性恐懼症的天才蛋糕師傅小野裕介、神秘的保鏢小早川千影，圍繞在蛋糕店裡這四位帥哥身邊的故事。除了四位男主角的故事之外，其他來店的顧客個個也都像是謎一般的人物，各有各的故事。

## 登場人物

### 主要人物
- 神田英司（20）：瀧澤秀明（香港配音：梁偉德）
- 橘圭一郎（35）：椎名桔平（香港配音：潘文柏）
- 小野裕介（28）：藤木直人（香港配音：蘇強文）
- 小早川千影（35）：阿部寬（香港配音：陳欣）
- 飯塚桃子（25）：小雪（香港配音：盧素娟）

### 其他
- 中野逸子：小西真奈美（香港配音：鄭麗麗）
- 吉永正太（17）：江成和己（香港配音：陳卓智）
- 內野茜：西野妙子
- 宗像克雄（56）：辻萬長
- 島崎珠美（21）：真鍋薰（香港配音：陳凱婷）
- 白井富貴子：八千草薰
- 大林加世子：大島優子（香港配音：梁少霞）

## 製作團隊
- 原作：吉永史《西洋骨董洋菓子店》
- 劇本：岡田惠和
- 導演：本廣克行、羽住英一郎
- 製作人：高井一郎

## 播放日期、副題、收視率
| 集數   | 播放日期       | 副標題（中譯）     | 收視率 |
| ------ | -------------- | ------------------ | ------ |
| 第1回  | 2001年10月8日  | （天使的羽毛）     | 17.1%  |
| 第2回  | 2001年10月15日 | （愛之井）         | 18.2%  |
| 第3回  | 2001年10月22日 | （柑橘的生日）     | 18.2%  |
| 第4回  | 2001年10月29日 | （小星星）         | 16.3%  |
| 第5回  | 2001年11月5日  | （來自過去的禮物） | 17.1%  |
| 第6回  | 2001年11月12日 | （陌生的記憶）     | 18.0%  |
| 第7回  | 2001年11月19日 | （被捨棄的記憶）   | 17.7%  |
| 第8回  | 2001年11月26日 |                    | 17.1%  |
| 第9回  | 2001年12月3日  | （禁忌的樂趣）     | 18.1%  |
| 第10回 | 2001年12月10日 | （消失的基因）     | 18.5%  |
| 最終回 | 2001年12月17日 | （無止境的旅程）   | 18.5%  |

## 音樂
劇中所使用的配樂皆由Mr.Children的樂曲構成。其中主要歌曲如下：
- 主題曲
  - 《youthful days》
- 插曲

1. 《喜歡你》
2. 《Dance Dance Dance》
3. 《故作堅強》
4. 《溫柔的歌》
5. 《Tomorrow never knows》
6. 《向西向東》
7. 《NOT FOUND》
8. 《Everything (It's you)》
9. 《La La La》

## 獎項
- 2002年1月獲得第31回日劇學院賞，包括：
  - 最優秀作品
  - 最佳男配角（椎名桔平）
  - 最佳主題曲（Mr.Children《youthful days》）
  - 最佳劇中音樂
  - 最佳卡司
  - 最佳片頭片尾
  - 電視週刊特別賞（辻製菓專門學校）

- 2002年5月獲得第5回日劇大賞，包括：
  - 最優秀作品
  - 最佳男主角（瀧澤秀明）

## 外部連結
- 富士電視台 （页面存档备份，存于）
- DVD商品與各集劇情介紹
- 台灣緯來日本台官方網站 （页面存档备份，存于）

| 富士電視台 週一晚間九點劇場 | 富士電視台 週一晚間九點劇場 | 富士電視台 週一晚間九點劇場 |
| --------------------------- | --------------------------- | --------------------------- |
|                             | 西洋骨董洋菓子店            |                             |
| 奉子成婚                    | 超級奶爸                    |                             |

| 台灣 緯來日本台 週一至五 22:00至00:00（一次播兩集） | 台灣 緯來日本台 週一至五 22:00至00:00（一次播兩集） | 台灣 緯來日本台 週一至五 22:00至00:00（一次播兩集） |
| --------------------------------------------------- | --------------------------------------------------- | --------------------------------------------------- |
|                                                     | 西洋古董洋菓子店 （2013.04.24 - 2013.05.01）        |                                                     |
| Orange Days （2013.04.16 - 2013.04.23）             | PRICELESS人生無價 （2013.05.02 - 2013.05.08）       |                                                     |